# Riksföreningen Sverigekontakt

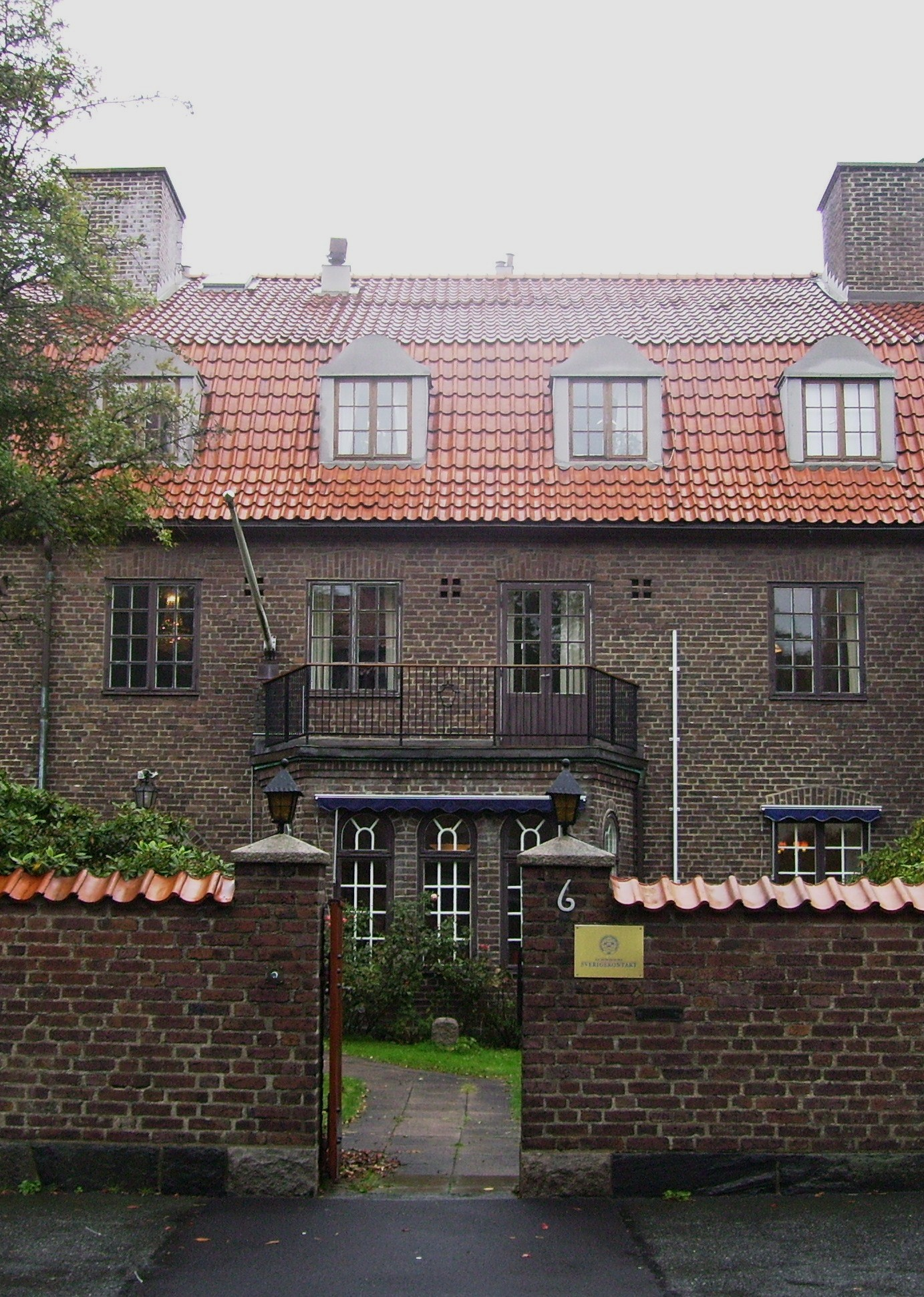
Sverigekontakts huvudsäte i Lorensbergs villastad, Göteborg.

Riksföreningen Sverigekontakt stiftades i Göteborg den 3 december 1908 med namnet Riksföreningen för svenskhetens bevarande i utlandet på initiativ av språkvetaren Vilhelm Lundström. Föreningens syfte (enligt stadgan från 1921) var att stödja arbetet för bevarandet och återuppväckandet av svenskt språk och svensk odling hos svenskar och svenskättlingar i utlandet, att utveckla samkänslan mellan moderlandet och dem samt mellan dessa senare inbördes, att samla och förvara vittnesbörd om svenskars liv och gärning i främmande land, att vårda och hugfästa svenska minnen i utlandet samt att verka för kännedom om svenskt språk och svensk odling. Föreningen fick sitt nuvarande namn 1979. Idag arbetar föreningen främst med att stödja svenskundervisning och svensk kultur utomlands.
Föreningen gav ut en årsbok 1909–1913 och senare även tidningen Allsvensk samling. Åren 1959 och 1969 gav man ut det biografiska verket Vem är det med upplysningar om cirka 1500 utlandssvenskar. I dag ger föreningen ut en tidning fyra gånger om året som skickas till svensktalande i utlandet.

## Bakgrund
Utvandringens omfattning väckte en uttalad reaktion och ett aktivt motstånd i Sverige. Debatten kan sammanfattas under två teman, dels fosterländsk upprördhet över Amerikaemigrationen, dels krav på reformer för att motverka utvandringen. I Sverige fanns redan Nationalföreningen mot emigrationen under ledning av Adrian Molin. Det var en organisation av agrar art som bland annat ville binda svenskarna vid jorden, få dem att ta avstånd från socialismen och arbetarrörelsen. Där upphör likheterna mellan Molin och Lundström. Vilhelm Lundström, professor i klassiska språk vid Göteborgs högskola, byggde vidare och betonade språket, och kom sedermera även att omfatta de svenskspråkiga områdena i Finland och Estland (ej bara de svenska emigranterna).
Impulsen till bildande av Riksföreningen för svenskhetens bevarande i utlandet kom från svenskar i utlandet. Lundström var mottaglig för utlandssvenskarnas synpunkter. Det fanns olika intressen representerade vid bildandet; svenskhetsivrare och nationalister, språkforskare, utlandssvenskar, aktivister kring svenska minnesmärken i utlandet och män med sjöfarts- och rederiintressen. Gemensamt för dem var en allmänt konservativ syn på fosterland, försvar, samhälle, bildning och historia.
Inriktningen mot Finland och Estland kom sedan dessa blivit självständiga stater.

## Organisation
Riksföreningen för svenskhetens bevarande i utlandets angelägenheter handhades enligt 1921 års stadga av en överstyrelse med säte i Göteborg, bestående av en av Kungl. Maj:t inom eller utom föreningen utsedd ordf. samt 11 för två år valda ledamöter med 11 personliga suppleanter. Riksföreningens förste ordförande var konsul Johan Ekman. Den första styrelsen bestod av vice ordförande var Elis Zimdahl, borgmästare i Alingsås, sekreterare var Vilhelm Lundström, skattmästaren Carl Ramberg, redaktör från Göteborg; övriga ledamöter var Per Pehrsson, Sam Clason, Frans von Schéele, Adolf Noreen, Wilhelm R. Lundgren, professor Elof Hellquist, arkitekt Rudolf Steen, grosshandlare Carl Josef Ekman. Första styrelsen bestod av 5 professorer, 1 riksdagsledamot för första kammaren, 2 riksdagsledamöter för andra kammaren, 1 tidigare riksdagsman.
Johan Ekman efterträddes 1918 som ordförande av Dan Broström och därefter av Oscar von Sydow, från 1933 av Axel Rinman. Anledningen till att Riksföreningen för svenskhetens bevarande i utlandet hade såpass kända namn var att ordförande skulle agera som organisationens ansikte utåt. Det gällde att upprätthålla kontakter till näringslivet osv.

### Medlemsantalets kulmination
År 1917 hade Riksföreningen för svenskhetens bevarande i utlandet nio lokalkommittéer, 1919 36 och samma år bildades även de första lokalavdelningarna i Finland. 7 utlandssvenska föreningar hade då anslutit hela sitt medlemsantal till Riksföreningen. 1922 anslöts Svenska Odlingens Vänner i Estland till Riksföreningen. Högsta antalet för lokalavdelningar i Sverige var 1923: 17 och 26 helt anslutna föreningar utomlands. Då hade Riksföreningen för svenskhetens bevarande i utlandet 15 000 medlemmar. 1936 hade föreningen 17 914 medlemmar (13 709 i Sverige och 4 205 i utlandet).
År 1931 bildades Stiftelsen Lützenfonden som avdelning inom Riksföreningen för svenskhetens bevarande i utlandet med uppgift att bevara Gustav II Adolfs minnesplats vid Lützen i värdigt skick.

## Allsvenskhetens ideologi
Termen allsvensk användes först 1911 och fick sitt genombrott i maj 1914 med medlemsorganet Allsvensk Samling. Enligt Lundström hade svensken två fosterland: Sverige och det svenska språkområdet, som inbegrep alla svenskar var de än fanns i världen, den svenska nationaliteten i etniskt och språkligt avseende. Enligt Lundström var språkets gränser viktigare än de politiska gränserna. Det fanns vid tidpunkten tre miljoner svenskar utanför landets gränser.
Enligt Lundström måste en förening som vill ansluta sig till Riksföreningen vara svensk, inte nordisk eller skandinavisk. Förklaringen kan delvis sökas i det konservativa lägrets typiska antiskandinavism i unionsupplösningens kölvatten. Han uppammade även motstånd mot föreningen Nordens etablering i Finland. Bengt Kummel ser honom som fanatisk i sina svenska strävanden. Men han kämpade motströms. För finlandssvenskar var det nordiska stödet viktigt därför att det angav en större gemenskap som man försökte få attraktiv även för de finsktalande. Det var lättare för finlandssvenskar att tala om sin brobyggarroll till Norden än till Sverige.

### Rasens betydelse
Rasbegreppet användes olika dels beroende på olika författares framställning, dels beroende på makronationalismen som hänvisade till ras och språk för att kunna omfatta de folkgrupper som befann sig utanför nationalstatens territorium.
Vilhelm Lundström kunde påpeka att svenskarna var det renaste germanfolket och Allsvensk Samling använde Viktor Rydbergs tänkespråk "Till ariskt blod, det renaste och äldsta, till svensk jag vigdes av en vänlig norna." Efter första världskriget tonades talet om rasen ned i Allsvensk Samling. Han förstod vilken negativ verkan det hade för arbetet bland annat i Finland på grund av äktfinnarnas reaktioner. Lundström var inte antisemit eller fascist.[källa behövs] Däremot var exempelvis deras sekreterare Nils Källström under 1930-, och 40-talen medlem av Per Engdahls nysvenska Svensk Opposition, det högerextrema Samfundet Manhem och de båda nazistsympatiserande organisationerna Riksföreningen Sverige-Tyskland och Hjälpkommittén för Tysklands Barn.

### Panrörelse
Riksföreningen för svenskhetens bevarande i utlandet var en svensk variant av panrörelserna i Europa. Politisk imperialism fanns hos panrörelser som pangermanism och panslavism i dess ryska form. Också för panfinskheten hägrade ett Storfinland. Men allsvenskheten saknade planer på en politisk union, vilket delvis kan förklaras med de negativa erfarenheterna av den svensk-norska unionen.

## Tyngdpunkt i öster

### Finland
Efter första världskriget riktades uppmärksamhet mot Finland och de forna Östersjöprovinserna. 1918–23 var Riksföreningens aktiva period med mål att göra en aktiv insats för Sverige i öster, där svensk kultur och ekonomi skulle bereda väg för Sveriges politiska inflytande. Det återuppståndna Åbo Akademi 1918 var en av de största händelserna i kampen för svenskheten utomlands. Riksföreningen hade utsett lokalavdelningen i Stockholm att sköta förbindelserna med Finland och Estland. 

#### Östsvenskhet
Många finlandssvenskar gillade idén om "det andra och större fäderneslandet", det vill säga det svenska språkområdet. I Finland fanns två reaktioner på den politiska verkligheten: kultursvenskhet och bygdesvenskhet. I början gällde svenskarnas politiska ideologi inte språk utan samhällssystem och konstitution, det vill säga arvet från Sverige. Kultursvenskhetens representant var Carl Gustaf Estlander. Det svenska var inte viktigt för att det var svenskt utan för att det var europeiskt. Språk och härstamning kunde inte väga mer än den gemenskap som ödet gav folket i ett land.
Den språkliga reaktionen kom från bildade som visade intresse för allmogens ursprung och språk. Axel Olof Freudenthal gick i spetsen för den så kallade bygdesvenskheten. Axel Lille, elev till Freudenthal, kan kallas skaparen av den svenska samlingsrörelsen på 1880-talet i Finland. Den kultursvenska eliten stod utanför samlingsrörelsen fram till 1906. Inför massdemokratins tidsålder blev att rösta svenskt ett begrepp. Bygdesvenskheten utvecklades till östsvenskhet.
Allsvenskheten i Finland representerades främst av den östsvenska gruppen med förankring i den radikala bygdesvenskheten. Allsvenskheten bidrog till att finlandssvenskarnas ställning uppmärksammades i Sverige. Hade Sverige i sin utrikespolitik försökt agera till förmån för finlandssvenskarna skulle allsvenskheten så att säga inte ha behövts, slår Kummel fast. 1920–24 var det allsvenska inflytandet som störst i Finland. Allsvenskheten bidrog till att forma svenskheten i Finland. Dess mål gav många finlandssvenskar hopp om framtiden i motsats till det avståndstagande det officiella Sverige representerade.
Det som splittrade finlandssvenskar i radikala och moderata var vilket som skulle komma först svenskheten eller fosterlandet, en inställning som i sin tur hade betydelse för samarbetet med finnarna. Kampen mot äktfinskheten kom också politiskt att föras med hjälp av socialdemokraterna, vilket inte sågs med blida ögon av borgerliga finlandssvenskar. Bland moderata fanns en negativ inställning till den abstrakta allsvenskheten. Kultursvenskheten följdes av den moderata svenskarna.

### Estland
Svenskarna i Estland var cirka 8000 i början av 1900-talet och hade i sekler varit isolerade. Folkbildningsnivån var länge låg. År 1873 sände EFS L.J. Österblom och T.E. Thorén till Estland. En regelbunden svensk skolundervisning startade och en treårig obligatorisk folkskola uppstod.
Med russificeringen väcktes den nationella medvetenheten hos såväl svenskar som ester. Svenskt kulturarbete i nationell anda började i slutet av 1890-talet. Man tog intryck av esterna och finlandssvenskarna. Lärarna Hans Pöhl och Johan Nymann från Nuckö gick i spetsen. Biblioteksverksamhet tillkom.
Pöhl och Nymann började 1903 ge ut Kalender eller Almanack för estlandssvenskarna. Efter revolutionen 1905 tillkom vissa friheter. Den 1 februari 1907 samlade kyrkoherden E. Maass representanter från olika svenska orter till konferens på Nunö prästgård. Den 6 februari 1909 hade man ett konstituerande sammanträde på Byholms herrgård på Nuckö: Svenska Odlingens Vänner i Estland bildades. Det var en organisation för aktiviteter bland lärare och präster. Ordförande 1909–1914 var den finlandssvenske kyrkoherden J.W. Gustafsson i Reval; 1915-19 var Oscar Ingman ordförande och därefter Hans Pöhl under 1920-talet. Efter Pöhl var Nikolaus Blees ordförande 1930-34, Anders Lindquist 1934-35, Mathias Westerblom 1936-40.
Ledningen satt i Reval, men det fanns lokalavdelningar i Nuckö, Ormsö, Rågöarna.
Efter första världskriget och 1919 öppnades möjligheter för kontakter med Riksföreningen för svenskhetens bevarande i utlandet. Svenska Odlingens Vänner i Estland hade som mest 400–500 medlemmar. Organisationen utgav från 1935 Kustbon. Vid evakueringen av estlandssvenskarna upplevde Svenska Odlingens Vänner i Estland ett uppsving i antalet medlemmar: det var biljetten till Sverige.